# Lasioglossum nigricalle
Lasioglossum nigricalle är en biart som först beskrevs av Joseph Vachal 1904.  Lasioglossum nigricalle ingår i släktet smalbin, och familjen vägbin. Inga underarter finns listade i Catalogue of Life.